# 宝木駅
宝木駅（ほうぎえき）は、鳥取県鳥取市気高町宝木にある西日本旅客鉄道（JR西日本）山陰本線の駅である。
快速列車については下りのみ停車する（2022年3月現在）。

## 歴史
- 1907年（明治40年）4月28日：帝国鉄道庁鳥取仮停車場 - 青谷駅間延伸時に開設[1]。客貨取扱開始[1]。
- 1909年（明治42年）10月12日：線路名称制定、山陰本線所属となる。
- 1970年（昭和45年）12月1日：貨物取扱廃止[1]。
- 1984年（昭和59年）2月1日：荷物扱い廃止[1]。
- 1987年（昭和62年）4月1日：国鉄分割民営化に伴い、西日本旅客鉄道（JR西日本）の駅となる[1]。
- 1991年（平成3年）3月16日：無人駅化[3]。
- 2022年（令和4年）3月31日：乗車券類発売終了[4]。
- 2025年（令和7年）3月15日：ICカード「ICOCA」の利用が可能となる[5][6]。

## 駅構造
単式ホーム1面1線と島式ホーム1面2線、計2面3線を有する地上駅。駅舎は単式1番のりば側にあり、両ホームは跨線橋で連絡している。2003年の鳥取県鉄道高速化事業では1線スルー化工事が行われなかった。木造駅舎を備える。
鳥取鉄道部管理の無人駅で、自動券売機の設備は無い。駅構内に山陰合同銀行宝木代理店があったが、2018年7月16日限りで廃止された。便所は改札外に男女別の水洗式便所がある。

### のりば
| のりば | 路線     | 方向 | 行先           | 備考          |
| ------ | -------- | ---- | -------------- | ------------- |
| 1      | 山陰本線 | 上り | 鳥取・浜坂方面 | 一部3番のりば |
| 2・3   | 山陰本線 | 下り | 倉吉・米子方面 |               |

付記事項
- 上り本線は1番のりば、下り本線は2番のりばであり、通常発着にはこの2線が使われる。3番のりばは上下副本線であり、通過待ちに使用される。
- 2009年3月13日まで設定されていた、平日の鳥取駅 - 当駅間の区間列車は3番のりばで折返していた。

## 利用状況
「鳥取市統計要覧」によると、2020年度の年間乗車人員は4.5万人で、1日平均乗車人員は123人と算出出来る。
近年の乗車人員の推移は以下の通り。
| 年度   | 年間 乗車人員 | 1日平均 乗車人員 |
| ------ | ------------- | ---------------- |
| 2010年 | 9.4万         | 258              |
| 2011年 | 8.8万         | 240              |
| 2012年 | 8.9万         | 244              |
| 2013年 | 8.3万         | 227              |
| 2014年 | 8.2万         | 225              |
| 2015年 | 7.2万         | 197              |
| 2016年 | 6.8万         | 186              |
| 2017年 | 6.3万         | 173              |
| 2018年 | 6.0万         | 164              |
| 2019年 | 5.4万         | 148              |
| 2020年 | 4.5万         | 123              |

## 駅周辺
- 宝木郵便局
- 鳥取市立宝木小学校
- 浜村警察署 宝木駐在所
- コメリハードアンドグリーン気高店
- 国道9号
- 鳥取県道165号宝木停車場線
- 鳥取県道182号宝木停車場上光線
- 気高町勤労者体育センター

## 隣の駅
西日本旅客鉄道（JR西日本）
 山陰本線
■快速「とっとりライナー」（上り）
通過
■快速「とっとりライナー」（下り）・■普通
末恒駅 - 宝木駅 - 浜村駅